# ليز كوتش
ليز كوتش (بالإنجليزية: Liz Couch)‏ هي متزلجة تزلج صدري نيوزيلندية، ولدت في 11 أكتوبر 1974.

## وصلات خارجية
- ليز كوتش على موقع أوليمبيديا (الإنجليزية)